# Syndrome de la montagne fatiguée
 (mai 2024).
Le syndrome de la montagne fatiguée (tired mountain syndrome en anglais) est la fracture et l'affaiblissement de la roche après la réalisation d'essais nucléaires souterrains, augmentant la perméabilité et le risque de libération de radionucléides dans l'air et de contamination radioactive de l'environnement.
Certains lieux sont considérés comme atteints de cette malformation, dont :
- L'île de Moruroa (Polynésie française)[2] ;
- Rainier Mesa (en) (NTS, États-Unis)[3] ;
- Le site d'essais nucléaires soviétique Dnepr 1 (péninsule de Kola, Russie)[1] ;
- Probablement le Mont Lazarev (en) (Nouvelle-Zemble, Russie)[4],[note 1] ;
- Le Mont Mantap (Corée du Nord)[5],[6],[7].